# 马成杰
马成杰（1936年—），北京市人。回族。中华人民共和国教育家。
马成杰早年担任石景山中学校长兼党支部书记，在文化大革命期间，他曾任北京市教育局党委副书记、领导小组副组长。后升任北京电化教育馆馆长、北京市海淀区十一培训学校校长。第四届全国人大常委会委员。